# Великобритания на «Детском Евровидении — 2004»
Великобритания участвовала в «Детском Евровидении — 2004», проходившем в Лиллехаммере, Норвегия, 20 ноября 2004 года. На конкурсе страну представила Кори Спеддинг с песней «The best is yet to come», выступившая тринадцатой. Она заняла второе место, набрав 140 баллов.

## Национальный отбор
Национальный отбор прошёл 4 сентября 2004 года, ведущими которого были Холли Уиллоби, Стивен Малхерн и Майкл Андервуд. Победитель был определён региональным телеголосованием.
| Junior Eurovision Song Contest 2004: The British Final — 4 сентября 2004 | Junior Eurovision Song Contest 2004: The British Final — 4 сентября 2004 | Junior Eurovision Song Contest 2004: The British Final — 4 сентября 2004 | Junior Eurovision Song Contest 2004: The British Final — 4 сентября 2004 | Junior Eurovision Song Contest 2004: The British Final — 4 сентября 2004 |
| №                                                                        | Артист                                                                   | Песня                                                                    | Место                                                                    | Всего                                                                    |
| ------------------------------------------------------------------------ | ------------------------------------------------------------------------ | ------------------------------------------------------------------------ | ------------------------------------------------------------------------ | ------------------------------------------------------------------------ |
| 01                                                                       | Саманта Сет                                                              | «Rockstar wannabe»                                                       | 7                                                                        | 17                                                                       |
| 02                                                                       | Кирсти Уильямс                                                           | «Sunshine»                                                               | 4                                                                        | 29                                                                       |
| 03                                                                       | Натан Сайкс                                                              | «Born to dance»                                                          | 3                                                                        | 34                                                                       |
| 04                                                                       | Чарли Аллан                                                              | «One in a crowd»                                                         | 7                                                                        | 17                                                                       |
| 05                                                                       | Loaded Dice                                                              | «Dill»                                                                   | 5                                                                        | 24                                                                       |
| 06                                                                       | Джессика Гамильтон                                                       | «Because of you»                                                         | 6                                                                        | 19                                                                       |
| 07                                                                       | Эндрю Мерри                                                              | «Together again»                                                         | 2                                                                        | 46                                                                       |
| 08                                                                       | Кори Спеддинг                                                            | «The best is yet to come»                                                | 1                                                                        | 48                                                                       |

## На «Детском Евровидении»
Финал конкурса транслировали телеканалы ITV1 (с задержкой) и ITV2, комментатором которых был Мэтт Браун, а результаты голосования от Великобритании объявляла Чарли Аллан. Кори Спеддинг выступила под тринадцатым номером после Латвии и перед Данией, и заняла второе место, набрав 140 баллов.

## Голосование[4]
| Баллы     | Страна                                                        |
| --------- | ------------------------------------------------------------- |
| 12 баллов | Нидерланды                                                    |
| 10 баллов | Белоруссия Бельгия Дания Испания Латвия Мальта Польша Румыния |
| 8 баллов  |                                                               |
| 7 баллов  | Хорватия Швейцария Швеция                                     |
| 6 баллов  | Норвегия Франция                                              |
| 5 баллов  | Греция Кипр Северная Македония                                |
| 4 балла   |                                                               |
| 3 балла   |                                                               |
| 2 балла   |                                                               |
| 1 балл    |                                                               |

| Баллы     | Страна             |
| --------- | ------------------ |
| 12 баллов | Хорватия           |
| 10 баллов | Дания              |
| 8 баллов  | Кипр               |
| 7 баллов  | Испания            |
| 6 баллов  | Румыния            |
| 5 баллов  | Греция             |
| 4 балла   | Мальта             |
| 3 балла   | Северная Македония |
| 2 балла   | Франция            |
| 1 балл    | Бельгия            |